# Cristina Grande
Cristina Grande Marcellán (Lanaja, Huesca, 1962) es una fotógrafa y escritora española.

## Biografía
Pasó toda su infancia en Haro, La Rioja, donde empezó sus estudios musicales. Estudió Filología Inglesa y Cinematografía en la Universidad de Zaragoza, donde tuvo como profesor al director de cine y escritor Joaquín Jordá, y estudió Fotografía con Pedro Avellaneda en la Galería Spectrum de Zaragoza, ciudad en la que reside.
Ha fotografiado a escritores (para Editorial Anagrama, Mira o Xordica) como Ignacio Martínez de Pisón, Javier Tomeo, Miguel Mena, Mariano Gistaín, José Antonio Labordeta, Ángela Labordeta, Ismael Grasa, Félix Romeo, Daniel Gascón, José Luis Melero Rivas, Ánchel Conte o Antón Castro. 
Ha sido columnista del Heraldo de Aragón.
Ha publicado tres obras, dos libros de relatos, La novia parapente (ed. Xordica) y Dirección noche (ed. Xordica), con el que fue finalista del Premio Setenil 2006; y una novela, Naturaleza infiel (ed. RBA), que ha cosechado elogios de la crítica. Esta tercera obra se tradujo a varias lenguas y su autora fue nombrada Nuevo Talento Fnac. Cristina Grande también ha participado en numerosas obras colectivas como Zaragoza de la Z a la A, Los Monegros, El reino de las luces, Éxitos secretos, Canfranc o Elegías íntimas. Instantáneas de cineastas.

## Obra

### Libros de relatos
- La novia parapente (ed. Xordica, 2002, ISBN 84-88920-77-6).Bitácora sobre esta obra: http://direccion-noche.blogia.com
- Dirección noche (ed. Xordica, 2006, ISBN 84-96457-10-9). Bitácora sobre esta obra: http://direccion-noche.blogia.com

### Novela
- Naturaleza infiel (ed. RBA, 2008, ISBN 978-84-9867-145-2).[2]

## Obras colectivas
- Mar de pirañas. Nuevas voces del microrrelato español (Ed. Fernando Valls), Menoscuarto, 2012, ISBN 978-84-96675-89-6. Autores antologados: Rubén Abella, Pilar Adón, Ricardo Álamo, Carlos Almira, Rosana Alonso, Beatriz Alonso Aranzábal, Antonio Báez, María José Barrios, Felipe Benítez Reyes, Javier Bermúdez López, Gabriel de Biurrun, Miguel Ángel Cáliz, Susana Camps, Matías Candeira, Carlos Castán Andolf, Luisa Castro, Flavia Company, Alberto Corujo, Ginés S. Cutillas, Antonio Dafos, Jesús Esnaola, Manuel Espada, Óscar Esquivias, Araceli Esteves, Federico Fuentes Guzmán, José Alberto García Avilés, Isabel González, Juan Gracia Armendáriz, Cristina Grande, Almudena Grandes, Carmela Greciet, Andrés Ibáñez, Miguel Ibáñez, Fernando Iwasaki, Fermín López Costero, Ignacio Martínez de Pisón, Agustín Martínez Valderrama, Isabel Mellado, Inés Mendoza,  Lara Moreno, Paz Monserrat Revillo, Manuel Moya, Manuel Moyano, Juan Jacinto Muñoz Rengel, Elvira Navarro, Hipólito G. Navarro, Andrés Neuman, Ángel Olgoso, Álex Oviedo, Antonio Pomet, Gemma Pellicer, Ángeles Prieto Barba, Javier Puche, Loli Rivas, Anelio Rodríguez Concepción, Rocío Romero, María Paz Ruiz Gil, Javier Sáez de Ibarra, Raúl Sánchez Quiles, Antonio Serrano Cueto, Francisco Silvera, Iván Teruel, Eloy Tizón, Pedro Ugarte, Iván Zaldúa, Ángel Zapata, Miguel Á. Zapata.
- Zaragoza de la Z a la A (DPZ, ISBN (13): 978-84-9703-069-4; con autores como Soledad Puértolas, Jesús Moncada, Cees Nooteboom, Peter Handke, Javier Tomeo, Ángel Guinda y otros)
- Los Monegros (TROPO EDITORES, 2006. ISBN 84-935344-0-4; con autores como Carlos Castán Andolz, Ángela Labordeta, Óscar Sipán, María Frisa y otros)
- El reino de las luces (Ibercaja, 2006; con fotografías de Ricardo Vila. ISBN (13): 978-84-8324-222-3; con autores como Luis del Val, Carlos Pauner y otros)
- Éxitos secretos (Libro DVD de Ángel Petisme; con autores como Carmen París, Luis Eduardo Aute, Enrique Vila-Matas, Luis Antonio de Villena y otros)
- Canfranc (Rolde, 2007; con fotografías de Andrés Ferrer)
- «Tokio-Ga es una historia de amor» artículo sobre la película Tokioga de Win Wenders en Elegías íntimas. Instantáneas de cineastas. Hilario J. Rodríguez (editor). Madrid: Documenta Madrid, Festival Internacional de documentales de Madrid- Ocho y Medio, 2008.
- *«Lectura de Cristina Grande» [del cuento «El vuelo» de Antonio Pereira, en Natalia Álvarez Méndez y Ángeles Encinar (ed): Antonio Pereira y 23 lectores cómplices. León: Eolas Ediciones, 2019.[3]

## Exposiciones
- Autorretratos femeninos. Junio-julio de 2005. Muestra colectiva en la que participaron también otras artistas: Katia Acín, Pipa Álvarez, Carolina Antón, Elisa Arguilé, Ana Baquedano, Ana Bendicho, Mari Burges, Cecilia Casas, María Enfedaque, Virginia Espa, Margarita García Buñuel, Natalia Laínez, Begoña Morea, Carmen Molinero, Miriam Reyes, Mapi Rivera, Marisa Royo, Helena Santolaya, Raquel Tejero, Alicia Vela, Lina Vila y Columna Villarroya.